# Jens Köpp
Jens Köpp (* 10. Juni 1966 in Bremerhaven) ist ein ehemaliger deutscher Basketballspieler.

## Leben
Köpp nahm im August 1984 mit der bundesdeutschen Juniorennationalmannschaft an der Europameisterschaft in Schweden teil, er erzielte im Turnierverlauf zwei Punkte pro Begegnung. Auf Vereinsebene spielte er für den OSC Bremerhaven, mit dem er Mitte der 1980er Jahre in der Spitze der 2. Basketball-Bundesliga mitmischte. 1985 wechselte Köpp zum FC Bamberg (später in TTL Bamberg umbenannt) in die Basketball-Bundesliga, für den er bis 1989 spielte. Mit Bamberg trat er auch im Europapokal an. Ab 1996 verstärkte der 2,03 Meter große Köpp die BSG Bremerhaven in der 2. Regionalliga. Nach der Saison 1996/97, in der er mit Bremerhaven in die 1. Regionalliga aufgestiegen war, verließ er die Mannschaft aus beruflichen Gründen.